# Eclissi solare del 21 settembre 2025
L'eclissi solare del 21 settembre 2025 è un evento astronomico che avrà luogo il suddetto giorno attorno alle ore 19.43 UTC.